# Antonie Palkovská
Antonie Palkovská, rozená Křenková (3. června 1867 Hranice – 27. ledna 1959) byla zakládající členkou dobročinného ženského spolku Dobromila v Moravské Ostravě a manželka advokáta Edmunda Palkovského.

## Život
Narodila se 3. června 1867 v Hranicích. Sedmileté vzdělání získala na tzv. utrakvistické (=dvoujazyčné) škole a ročním kurzu němčiny v olomouckém klášteře.
V roce 1887 se provdala za českého advokáta Edmunda Palkovského, který od roku 1890 provozoval v Moravské Ostravě advokátní praxi. Spolu měli šest dětí – Břetislava, Oldřicha, Stanislava, Vlastu, Libuši a Drahomíru, dva synové padli v první světové válce. S manželem patřili k významným představitelům české inteligence v Moravské Ostravě, mezi osobnostmi, navštěvovali je známé osobnosti české politiky, vědy a kultury, mezi jinými František Ladislav Rieger, cestovatel Alois Musil nebo básník Jaroslav Vrchlický.
Vlastnili rozlehlý dům s pěti byty na rohu Přívozské a Dvořákovy ulice (tehdy Cingl/Züngelgasse, později Střelniční ulice), kde se svými šesti dětmi obývali první poschodí, v němž byla umístěna i advokátní kancelář.
Po seznámení s Marií Matulovou společně založily v roce 1897 spolek „Dobromila“, v němž byla zakládající Antonie Palkovská později i čestnou členkou. Na první valné hromadě byla zvolena starostkou na prvních deset let existence spolku. Spolek vedla čtyřicet let, až do roku 1938.
Za vykonanou práci obdržela v lednu 1914 Řád Alžběty II. třídy. Slavnost byla zahájena sborem žákyň Průmyslové dívčí školy Dobromila. Vyznamenání jí předal okresní hejtman rytíř Geschmeidler a projev přednesl školní inspektor Hýbner, který vyzdvihl především její činnost národnostní a osvětovou. Oslavy se zúčastnily významné osobnosti tehdejší Ostravy: zástupce spolku „Matice ostravská“ prof. Rudolf Tlapák, starosta Moravské Ostravy JUDr. Gustav Fiedler, vrchní horní rada a ředitel Vítkovických kamenouhelných dolů August Fillunger, vrchní zemský soudní rada Materna a početné obecenstvo.
Byla také členkou kuratoria odborných škol spolku.
Antonie Palkovská zemřela v lednu 1959.